# Occidryas svihlae
Occidryas svihlae är en fjärilsart som beskrevs av Gunder 1932. Occidryas svihlae ingår i släktet Occidryas och familjen praktfjärilar. Inga underarter finns listade i Catalogue of Life.